# 율촌초등학교 장도분교
율촌초등학교 장도분교는 대한민국 전라남도 여수시 율촌면 여동리 장도에 있었던 공립 초등학교이다.

## 연혁
- 1949.03.24 광양군 골약국민학교 장도분교장 인가
- 1949.09.24 광양군 골약국민학교 장도분교장 개교
- 1969.03.01 장도국민학교로 승격
- 1973.07.01 행정구역 변경으로 여천군 편입
- 1984.03.01 율촌국민학교 장도분교장으로 격하
- 1996.03.01 율촌초등학교 장도분교장 개칭
- 1999.02.28 폐교